# Colin Mochrie
Colin Andrew Mochrie (* 30. listopadu 1957, Kilmarnock) je kanadský herec, improvizační komik, režisér a scenárista skotského původu, známý pro své působení v britské a americké verzi improvizační show Whose Line Is It Anyway?

## Biografie
Colin Mochrie se narodil ve skotském městě Kilmarnock jako nejstarší ze tří dětí. V mládí se stranil společnosti, více mu vyhovoval život samotáře. Roku 1964 se celá rodina přestěhovala do Montréalu a po pěti letech přesídlila dále do Vancouveru. Na střední škole snil Mochrie o povolání mořského biologa. Byl však přesvědčen svým přítelem a zúčastnil se konkurzu na roli zřízence pohřebního ústavu ve hře The Death and Life of Sneaky Fitch. Nejen že byl vybrán, ale díky této zkušenosti naprosto propadl herectví. Po maturitě nastoupil na čtyřletou výuku na herecké škole Studio 58, kde se seznámil se žánrem improvizační komedie.
V roce 1980 se stal členem skupiny Vancouver TheatreSports League. Zpočátku své působení prokládal malými rolemi, avšak po delší době se z toho vyklubala práce na plný úvazek. Během tohoto období se seznámil s dalším improvizačním komikem a svým budoucím hereckým kolegou Ryanem Stilesem, se kterým navázal úzký pracovní vztah. Své působení ve Vancouveru ukončil roku 1986, kdy se přestěhoval do Toronta. Zde dostal místo ve společnosti Second City, kde potkává svou budoucí ženu Debru McGrathovou, se kterou se vzali v roce 1989. O rok později se jim narodil syn Luke.
Po svatbě trávil nějaký čas s rodinou, avšak již roku 1989 se přihlásil do nové improvizační show britského Chanel 4 Whose Line Is It Anyway? Vybrán nebyl, nicméně se o tom později vyjádřil jako o dobré zkušenosti. Znovu se přestěhoval, tentokráte do Los Angeles a zkusil štěstí napodruhé. Odpověď byla kladná a Mochrie byl požádán, aby přiletěl do Londýna. Na obrazovce se však objevil pouze jednou. Po třetím pokusu mu již bylo nabídnuto stálé působení a Mochrie v show setrval až do jejího konce v roce 1998.
Po britské verzi pořadu přišlo zpracování americké pod taktovkou Drewa Careyho a American Broadcasting Company. Stejně jako další původní účinkující Ryan Stiles, i Colin Mochrie nastoupil natáčení a jeho tvář mohli diváci vidět v každém dílu show až do roku 2006, kdy televize odvysílala poslední díl. Jako své nejoblíbenější disciplíny Whose Line Is It Anyway? Mochrie označil Scénky z klobouku, kde se Stilesem předváděl scénku podle tématu zadaného diváky a Věty v kapse, kterými musel doplňovat svůj improvizační výstup. Nejvíce obav mu naháněl zpěv, a tak při Irish Drinking Song raději svůj příspěvek recitoval. Častým terčem vtipů byla i Colinova plešatost.
Přes svůj úspěch byl v „rodné“ Kanadě znám spíše pro své působení v reklamách. Kromě televize se Colin Mochrie objevil i na jevišti. Absolvoval turné The National Touring Company, hrál v populárních divadelních představeních jako She Stoops to Conquer a The Brady Bunch. Objevil se ve filmech jako Lednový muž (1989), Opravdová blondýnka (1997), Tuxedo (2002) a v seriálech, například Krajní meze (1995) nebo Kancelářská krysa (1995). Improvizační talent uplatnil kromě Whose Line Is It Anyway? i v Green Screen Show (2004), Drew Carey's Improv-A-Ganza (2011) nebo Trust Us With Your Life (2012).
Dnes žije se svou rodinou v kanadském Torontu. Z pěti nominací na cenu Canadian Comedy Award proměnil dvě. Vyhrál cenu Gemini a byl oceněn i za svou spisovatelskou činnost cenou Writers Guild of Canada.

## Filmografie (výběr)

### Herec

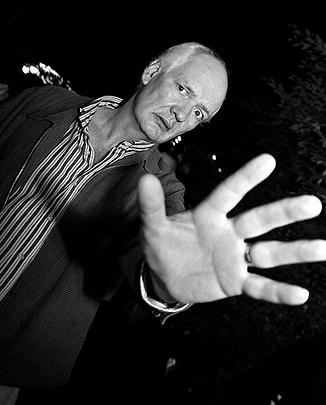
Colin Mochrie v roce 2009

| 1983 | Vesmírný lovec                                                              |
| 1989 | Lednový muž                                                                 |
| 1990 | Nejstarší družička na světě                                                 |
| 1993 | Kung Fu: Legenda pokračuje                                                  |
| 1995 | Krajní meze (TV seriál) Kancelářská krysa (TV seriál) Husí kůže (TV seriál) |
| 1996 | Mafián (TV film)                                                            |
| 1997 | Opravdová blondýnka Agenti z podsvětí (TV seriál)                           |
| 2000 | Šťastná čísla Svůdná oběť                                                   |
| 2002 | Tuxedo                                                                      |
| 2005 | Připálený toast (TV film)                                                   |
| 2007 | Jak přežít vlastní matku                                                    |
| 2011 | Extáze                                                                      |